# Castello Borgia
Le Castello Borgia  ou Rocca di Nepi  est un château du XVIe siècle situé à Nepi, dans la province de Viterbe, en Italie, initialement rénové pour Lucrezia Borgia . Le château comporte une grande place carrée entourée de murs et de tours circulaires à chaque coin.

## Histoire
Le premier château a été construit au 12e siècle. Au XVe siècle, il a été agrandi par le cardinal Rodrigo Borgia (pape Alexandre VI) à l'époque gouverneur de Nepi qui l'a offert à sa fille, Lucrezia Borgia. Le château a été rénové par les Farnèse au XVIe siècle.
Il a été endommagé en 1797 lors de la Campagne d'Italie et laissé dans un état de délabrement.
En 1819, le château fait l'objet d'un croquis du voyageur JMW Turner . Le croquis fait maintenant partie de la collection permanente détenue par la Tate Britain.
Le Castello Borgia figure dans le scénario du jeu vidéo Assassin's Creed: Brotherhood.